# Abdinur Darman
Galadid Abdinur Ahmed Darman (* 1953) ist ein somalischer Geschäftsmann, Ingenieur und Politiker, der sich selbst als rechtmäßiger Präsident von Somalia sieht.

## Werdegang
Galadid Abdinur Ahmad Darman kam 1953 als Sohn des somalischen Diplomaten Ahmed Mohamed Hassan Darman auf die Welt. Er schloss in den USA ein Ingenieurstudium ab. 1997 gründete er mit malaysischer Beteiligung eine Bank in Mogadischu. Mohamed Hassan Darman war laut Focus 1991 im Hintergrund an der Machtergreifung des Warlords Mohammed Farah Aidid beteiligt.
2005 bis 2006 erklärte die „Union islamischer Gerichte“ (ICU) in Somalia verschiedenen Warlords den Kampf. Darman schlug sich auf die Seite dieser Islamisten. Die ICU eroberte Mogadischu und führte bis zu ihrem Sturz die Scharia ein. Er selbst bezeichnet sich als „gemäßigter Muslim“.

## Engagement deutscher Söldner
Darman wurde im Dezember 2009 im Rahmen der Asgaard-Affären einer breiteren Öffentlichkeit in Deutschland bekannt, als er eine deutsche private Sicherheits- und Militärfirma, für seine Dienste in Somalia gewinnen wollte.